# Віжомля
Ві́жомля — село в Україні, у Яворівському районі Львівської області.
Колишній орган місцевого самоврядування — Віжомлянська сільська рада. До підпорядкування Віжомлянської сільської ради також належали села Новосілки (3 км від Віжомлі), Глинець (7 км) і хутір Щиглі. Наразі належить до Яворівської міської громади.

## Географія
Розташоване поблизу р. Віжомлі, за 12 км на південь від райцентру міста Яворова при дорозі Р 40 Судова Вишня — Яворів.

## Історія

### Перші згадки
У новіших дослідженнях архівних документів згадується про село Віжомлю у 1376 році, коли Гербурт з Фельштина, коло Добромиля, надав у ленно Прилбичі з трьох забудувань і Віжомлю. Однак село має ще давнішу історію, бо в окремих джерелах є згадки про існування в давнину цілого ланцюга городищ Городка (1213), Вишні (1230), Яворова і Віжомлі.
Пізніше, у 1440 році, польський король Владислав ІІІ надав право вищому королівському коморію Стадніцькому заселити нові з-під лісу викорчовані площі для поширення села Віжомля (пол. Ożomla) і право війтівства.
За люстрацією (королівською перевіркою) 1515 року у с. Віжомля, що тепер належало п. Гербурту, налічувалось 6 ланів землі з кметями (селянами), 3 лани пусті, був у селі ручний млин, попівство (будинок в користуванні попа) було в поганому стані.
За люстрацією 1578 року в селі вже було 12 ланів землі з кметями, 3 комірники (селяни без хат), була вже і корчма.
Користуючись землею, селяни виплачували податки грішми і натурою на користь держави. Цим займався державець, уповноважений королем по зберіганню маєтків.

### Історія до середини XX століття
Найдавніші згадки про село походять з 1376 року. Тоді воно називалося «Ожомля».
1783 року село потрапило під владу Австрії й було записане у державний фонд.. Коли у 1848 році по всій Австрійській імперії скасовано панщину, селяни почали викупляти тепер вже державну землю. За архівними даними, 111 селян, які користувалися камеральною (державною) землею виплатили за неї 23080 флоринів.
У 1785 році у західній частині території села поселилися німецькі колоністи. Своє поселення вони називали Шумляу.
Станом на 1880 рік в селі було 1111 мешканців та у дворі 46. Римо-католиків на той час було понад 300 осіб, вони не мали свого костела і тому ходили до Судової Вишні.
Після перепису у Австро-Угорщині 1900 року у Віжомлі нарахували 338 дворів, а населення — 1429 осіб. З них українців проживало 1051, поляків — 320, євреїв — 28, а німців (без врахування колонії) — 30.
У самій колонії Шумляу було 47 дворів, а проживала 301 особа. З них 9 — українців, 47 — поляків, 14 — євреїв і 231 німець (Gemeindelexikon). Окрім цього поселення, поблизу Віжомлі до 1951 року існували хутори Страшне (32 двори), Бучуля (14 дворів) й Дубина (3 двори). Також по всьому селу працювало 4 корчми.
За земельним переписом у 1905 році в селі налічувалось 2902 гектарів землі. З них власником майже половини усіх земель (1343 га) був представник панської родини князь Пузина. Після нього уся земля дісталась зятеві князя графові Франкові Чосновському.
До 1939 року «халупників» і малоземельних селян у Віжомлі було 35 сімей. А землею в 10 і більше моргів володіли 25 сімей. Графові Чосновському належало 3885 моргів землі і лісів. А селяни-бідняки заробляли у пана за день 50 крейцерів, потім 50 грошів.

### Радянський період
Після окупації території радянськими військами, одразу у 1939 році у «визволеному» селі Віжомля створено перші органи радянської влади. А за два роки, у 1941 році, у селі з'явився й колгосп ім. Леніна.
Щоправда того ж року він був закритий після окупації села тепер німецькими військами. Деякий час селянин-поляк Андрій Бонк, член КПЗУ, розповсюджував у селі ідеї соціалізму. Того ж 1941 року його вбили німці.
Після другого приходу радянської влади в селі відновлено колгосп. А 1951 року його розширено через приєднання артілі ім. 1 травня (село Новосілки).
У 1954 році до віжомлянського приєднаний і колгосп ім. Щорса села Глинець. Того ж року розпочалось будівництво багатьох господарських приміщень: 6 корівників, 4 телятники, 2 свинарники, 2 складські приміщення, 3 водонапірні башти.
Того ж 1954 року проведене радіо у селах колгоспу, а 1955 року села електрифіковані.
В 1964 році будується будинок культури.

## Населення

### Мова
Розподіл населення за рідною мовою за даними :
| Мова            | Кількість | Відсоток |
| --------------- | --------- | -------- |
| українська      | 1247      | 99.36%   |
| російська       | 7         | 0.56%    |
| інші/не вказали | 1         | 0.08%    |
| Усього          | 1255      | 100%     |

## Релігійні споруди
У Віжомлі є три церкви: дві православні церкви (ПЦУ) (дерев'яна стара церква Воскресіння Господнього і нова мурована церква) а також одна греко-католицька церква Усікновення Голови Івана Хрестителя (УГКЦ).

### Церква Воскресіння Господнього
Найдавніша історія церкви
Станом на 1560 рік церква уже належала до Судово-Вишнянського деканату. Тому можна зі ствердженням казати про існування давнішої святині. Адже найперші згадки про священиків в цьому селі походять з податкового реєстру 1515 року.  В ньому йдеться мова про те, що попівство у Віжомлі є в занедбаному стані, немає священика і тому воно звільнене від сплати податку.
Та, на жаль, більше відомостей про церкву протягом XVI-XVIII століть не збереглося, а про віжомлянських священиків до нас дійшли лише уривчасті відомості.
В одній з церковних книг знаходимо записи, зроблені на її берегах, зокрема, такі: "В році 1868 церков побита, майстер був з Яворова Василь Семовський". Тут йдеться про накриття даху храму бляхою. В інших записах повідомляється, що "в році 1868 була война неслихана, то єсть круль Сардинський і французький йняв австріяків, битва була в Інталії". Це про австро-італо-французьку війну. Звідси також дізнаємося, що "1854-1855 до юня 1856 року по много бідних людей з голоду повмирали. Великий був голод". Всі ці записи зроблені рукою місцевого пароха — о. Анрея Мусяновича.
Патроном церкви вважалася графиня Марія Чосновська, палац якої стояв у Звіринці. Його було зруйновано з приходом більшовиків у 1939 році. Тоді ж окупанти висадили в повітря, підірвавши міною, родове поховання Чосновських. Нині на місці гробівця в Звіринці знаходиться глибока вирва.
Парохи
Першим парохом церкви був о. Теодор Шведзіцький, що служив протягом 1756-1804 років. З ним сільська громада судилася у львівському суді. Це підтверджує скарга збережена у Львівському обласному історичному архіві.
Далі парохами були — отці Василь Франкевич, потім Стефан Літинський, за ним — до 1833 року — Іоан Федорович. Далі парохами були Петро Росовський, Василь Жебестовський, Констянтин Мусянович, Василь Підляшевський, Йосип Богилович і Діонісій Лапицький до 1890 року.
Довший час парохом був о. Андрей Телеп — з 1888 по 1926 роки, о. Роман Винницький був також і громадським діячем, який протягом свого парохівства (1926-1930) допомагав коштами сільській школі.
Крім цього парохами такох були і о. Матвей Хомань, о. Іван Джугало, з 1965 —  о. Роман Обрембальський, який протягом 30-ти років трудився у храмі.     1996 - 2022 парохом був о. Петро Кривозірко. З 2022 настоятель храму прот Михайло Малахівський.
Архітектура
Віжомлянська церква увібрала в себе всі елементи стилів європейської та української дерев’яної архітектури. В ній та дзвіниці, яка розташована на церковному подвір’ї — готика і бароко, ренесанс і щось від часів княжої Русі. Її особливістю є те, що вона збудована без єдиного цвяха.
Сама церква має традиційну орієнтацію — її вівтар звернений до сходу. Це дерев’яна тризубна одноверха будівля. Складається з ширшої квадратної в лані нави, до якої зі сходу прилягає вівтар, а з заходу - прямокутний бабинець. Нава завершена пірамідальним наметовим верхом з одним зламом, увінчаний на кінці гребеня маківкою. До північної сторони прилягає пізніше збудована ризниця, вкрита двосхилим дахом, а до східної майже впритул представлена прямокутна, витягнена по осі північ-південь каплиця з вівтарем, східна частина якої відкрита на подвір’я арковим вирізом. Бабинець вкритий двосхилим дахом з маківкою на гребені. Його західна частина нависає над входом у церкву у західній частині бабинця. 
Церкву оббігає піддашшя на виступах вінців зрубів, тепер оперте додатково на стовпи. Стіни підопасання і виступи шальовані вертикально дошками, а надопасання - з лиштвами. Прямокутні віконні прорізи мають лучкове завершення. В південній стіні нави - додатковий вихід.
На дерев'яних стінах збереглися деякі старовинні розписи. А церкві збереглася унікальна ікона "Зшестя в ад", яку в 1908 р. забрали до Національного музею Львова.

З заходу від церкви розташована триярусна стовпова дзвіниця вкрита наметовим дахом. На арках з півдня дати з різьблених накладних цифр «1936» і «1937». У міжвоєнний період мешканці села задумали будувати нову муровану церкву і в 1938 році замовили проект у архітекта Івана Левинського, але події Другої світової війни перешкодили його реалізації. Вже у наш час проект втілили в життя.

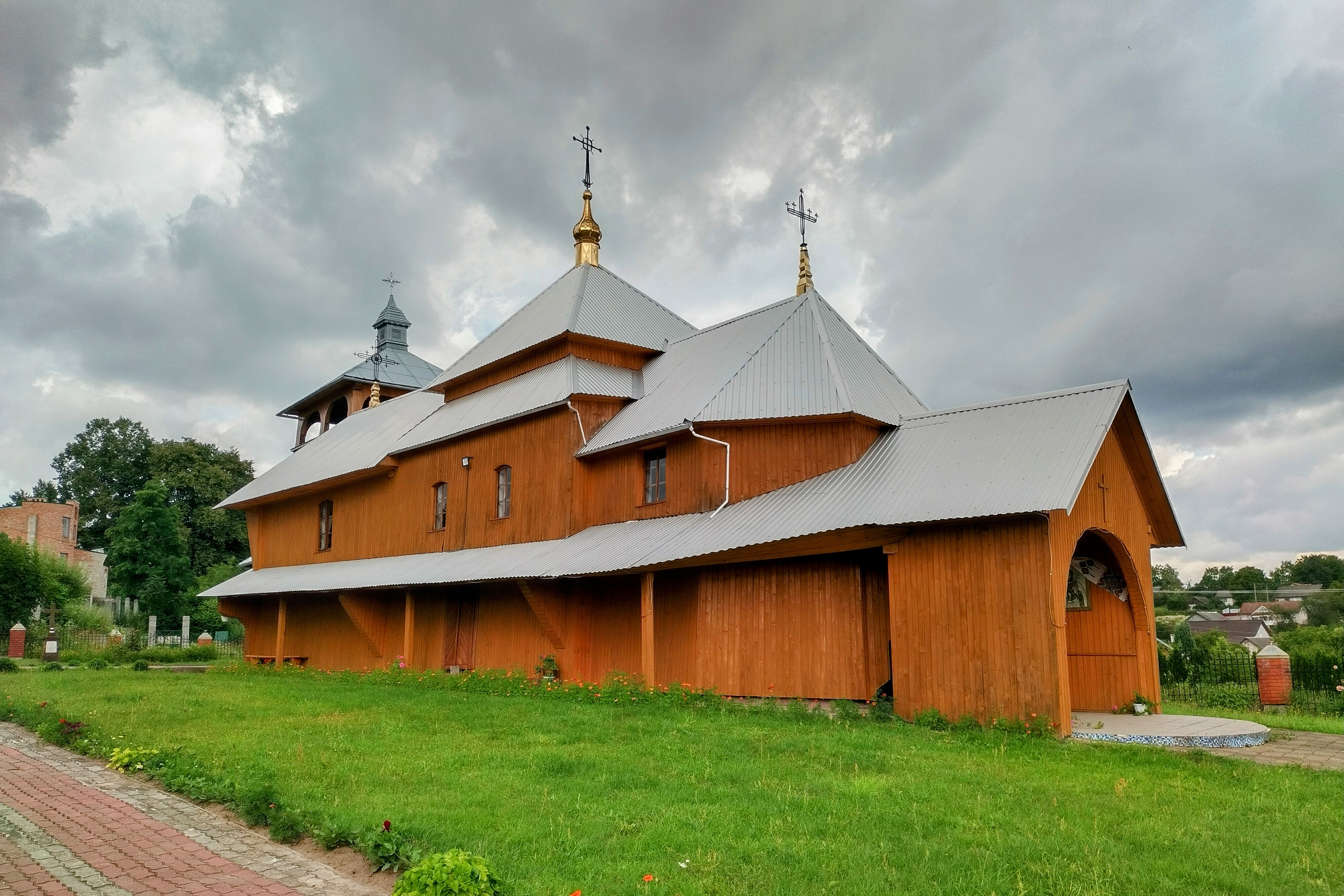
Дерев'яна церква Воскресіння Господнього
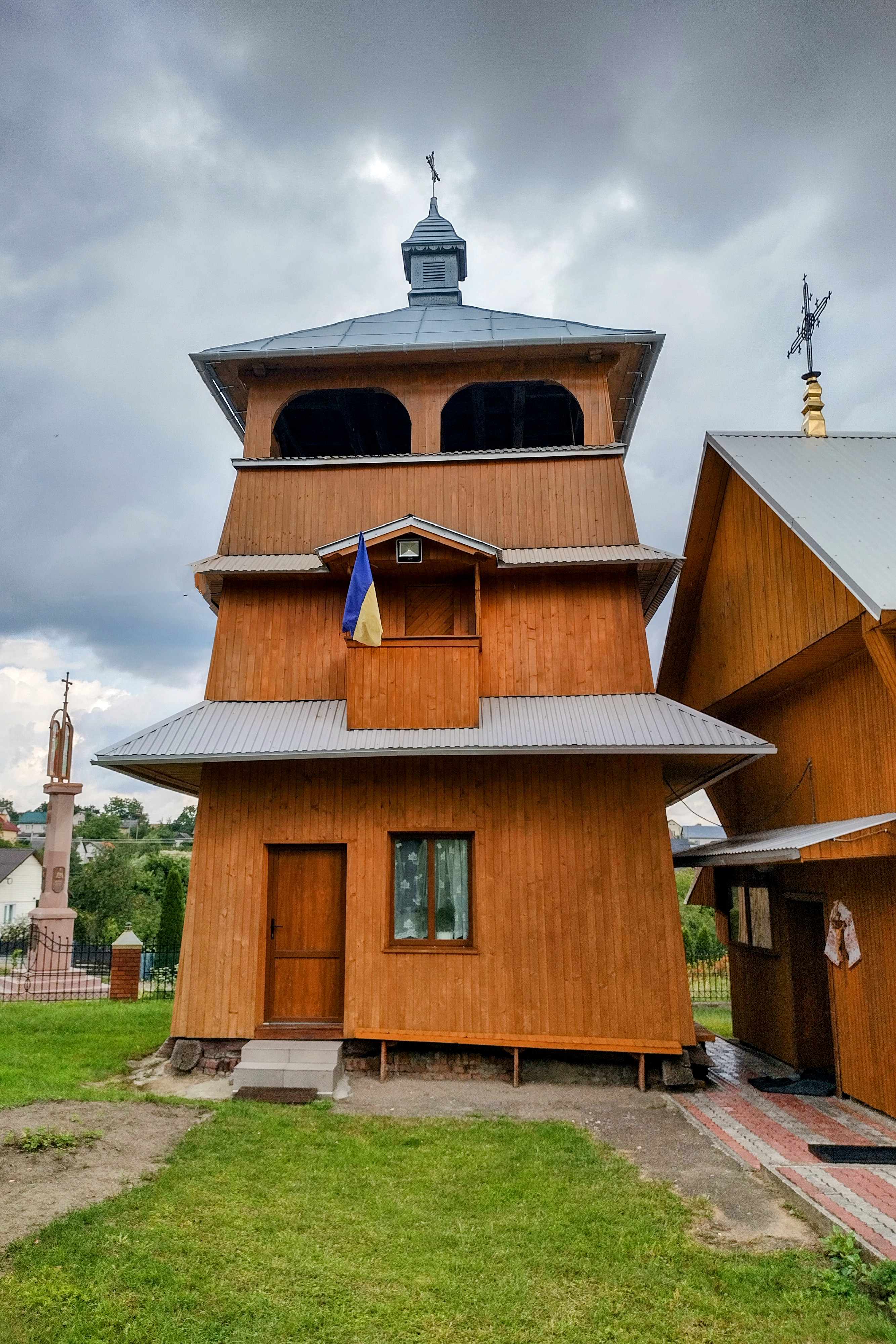
Дзвіниця
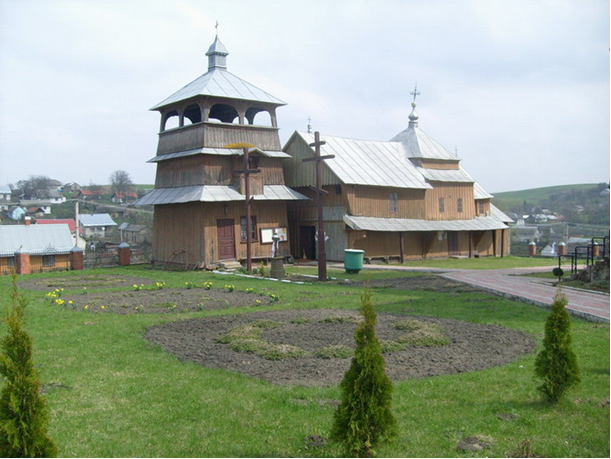
Загальний вигляд
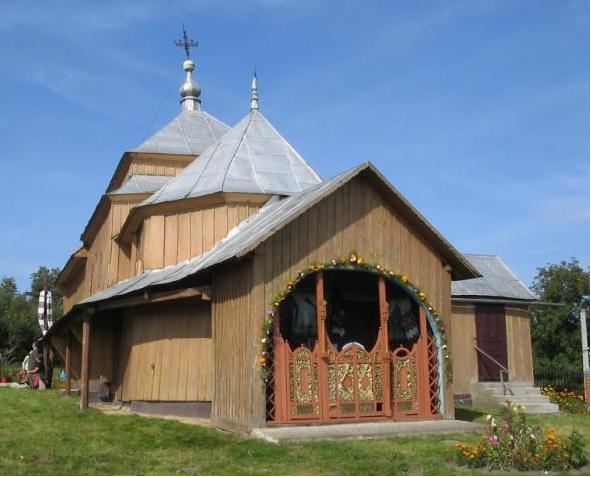
Капличка зі східної сторони церкви
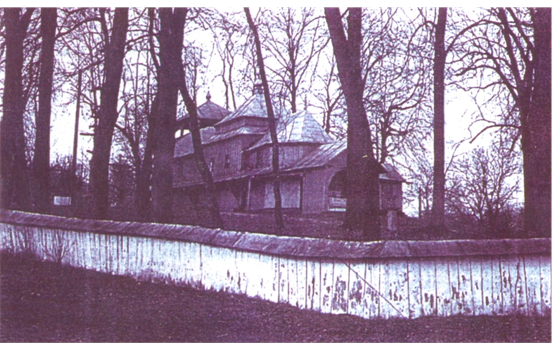
Дерев'яна церква з старим подвірям (1983)
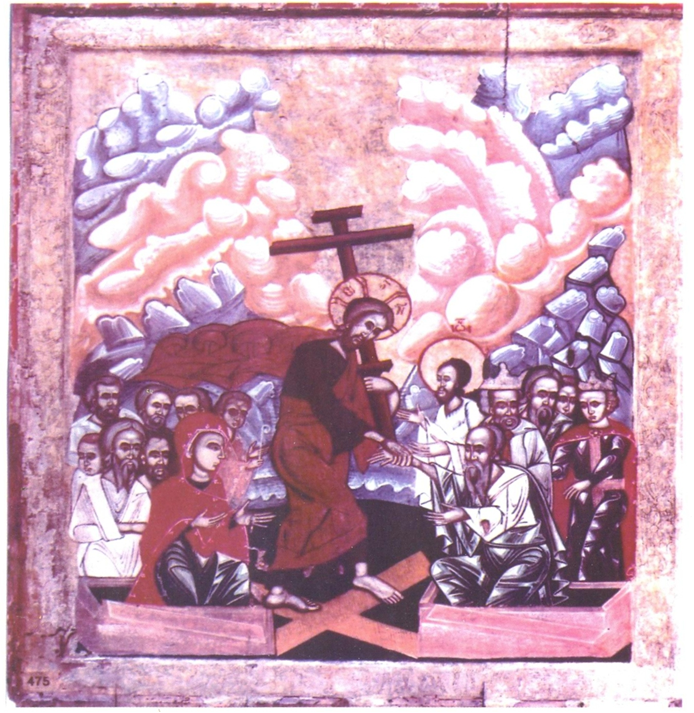
Ікона "Зшестя в Пекло"
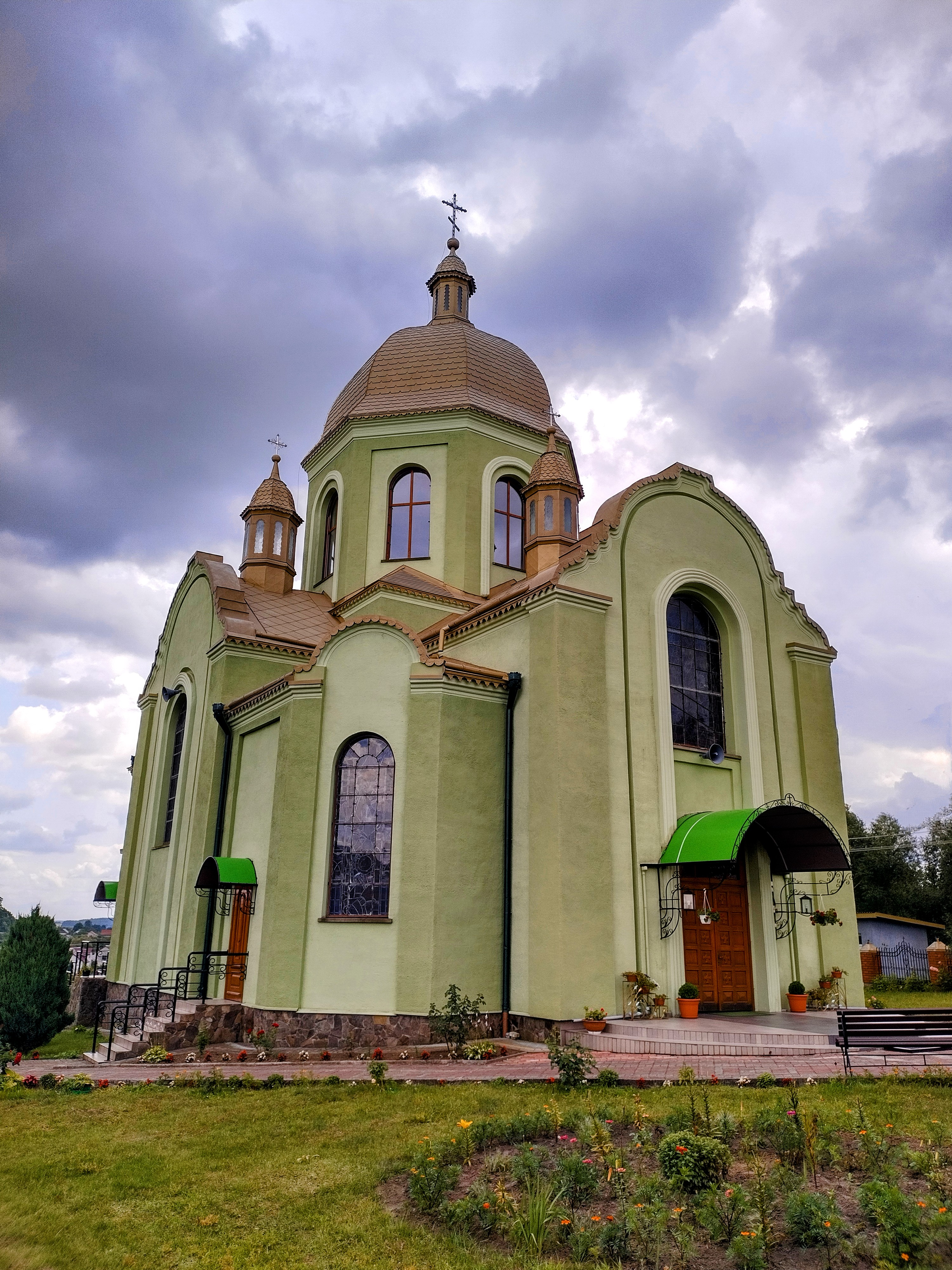
Нова мурована церква Воскресіння Господнього
Вітраж у новій церкві

### Церква Усікновення Голови Івана Хрестителя
Церква цегляна, збудована 1925 року. Юрисдикція: Львівська митрополія, Львівська архієпархія, Яворівський деканат.

#### Візит Кароля Войтили
В останні тижні напередодні другої світової війни група студентів філософського факультету Ягеллонського університету приїхала до Віжомлі для обов'язкового військового вишколу. Серед них, як свідчила очевидець тих подій Тетяна-Ольга Пасічник (вже покійна), був і молодий Кароль Войтила.
Разом з іншими студентами майбутній Папа Римський допомагав будувати місцеву школу й мостити дорогу поміж Яворовом і Судовою Вишнею. Студенти будували школу на два класи і на другому поверсі помешкання для вчителя. За час перебування у селі вони мешкали у приміщенні старої школи, а харчувалися у палаці графині Чосновської.
Пані Тетяна згадала й те, що Кароль Войтила вирізнявся серед інших студентів скромністю. На нього задивлялися дівчата. «Хлопчина був середнього зросту з русявим волоссям, — каже пані Пасічник. — На шиї носив медальйон з образом Божої Матері. Серед краківських студентів-паничів Войтила виглядав радше на скромного сільського хлопця. Переважно ходив у військовому одязі, зрідка одягав чорний піджак та сірі штани. Завжди був у вичищених черевиках, у сорочці, але без краватки, її не любив носити.

Хлопець мав мужній вигляд, здавався фізично сильним, на обличчі — щира усмішка. Густе волосся завжди зачісував назад. Любив разом із студентами гуляти селом. Не раз грав у футбол із сільськими хлопцями. Щонеділі Кароль ходив до костелу, де міг перебувати годинами. Уже тоді в нього була велика любов до Господа. Та хто б міг подумати, що він стане Блаженнішим Папою!».

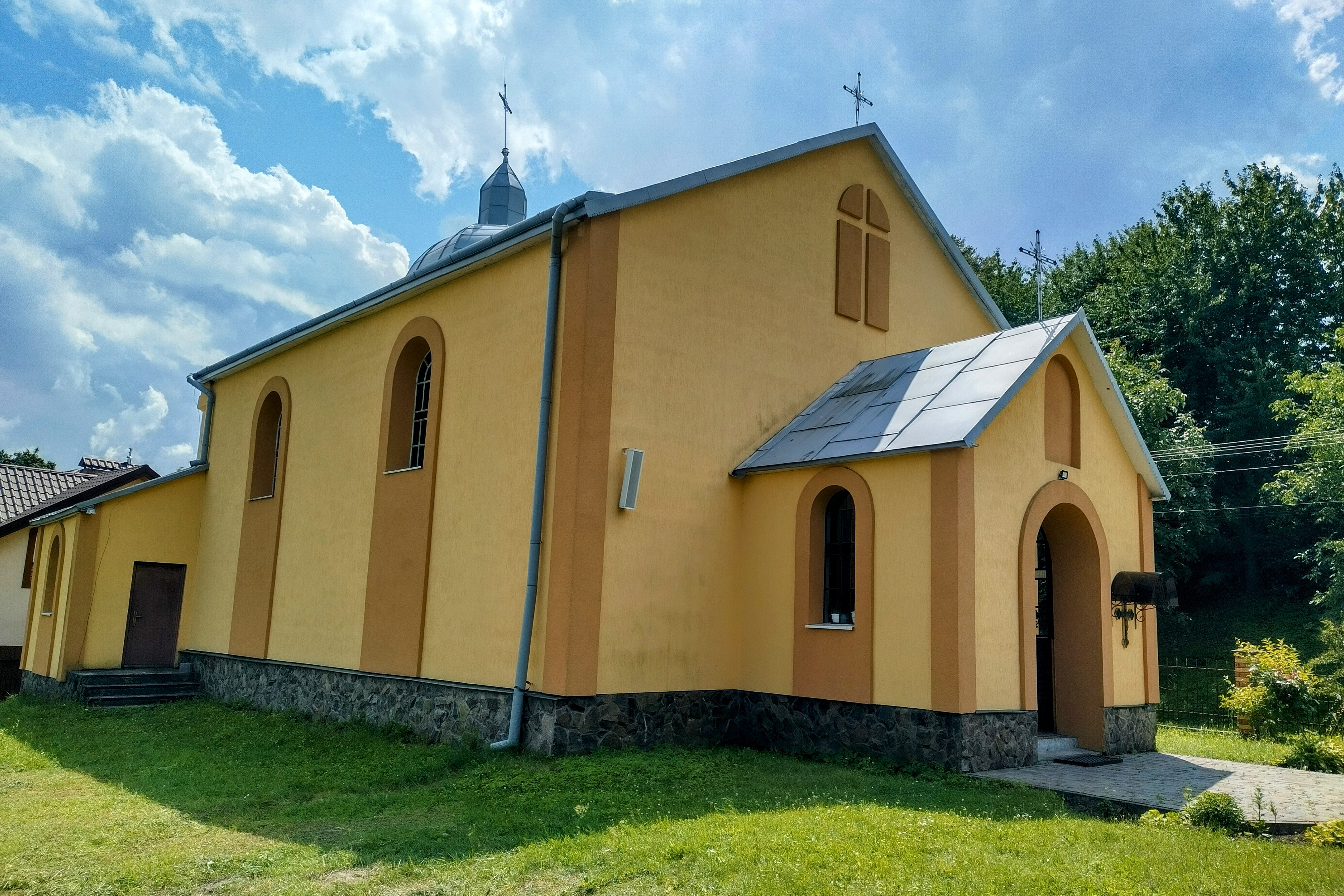
Церква Усікновення Голови Івана Хрестителя
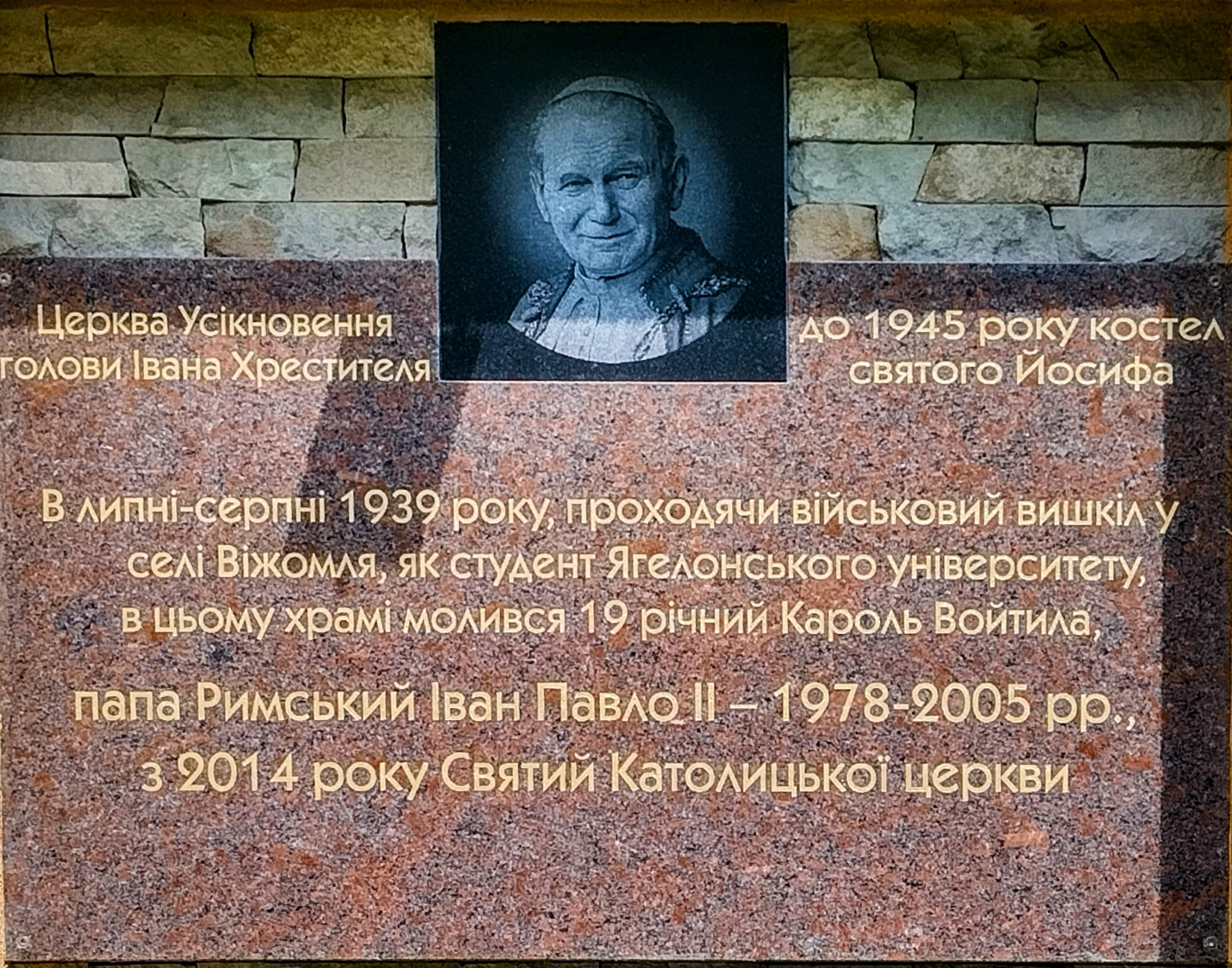
Меморіальна дошка Івану Павлу II

## Освіта
Школу в селі відкрито у 1875 році. Спершу дітей там навчав дяк Григорій Шалавило. Згодом першим учителем школи став Микола Анатолійович Мусянович.
1910 року в селі збудоване нове приміщення для школи. Але 1939 року зведено ще інший будинок. Будівництвом займалися польські студенти, а серед них і майбутній папа римський Іван Павло ІІ. Це приміщення школи не збереглося — на її місці нині стоїть приватний будинок.
А сільську школу перебудовано вже за радянської влади, нині вона стоїть на вулиці Шевченка і називається НВК «СЗШ І-ІІІ ступенів імені Івана Севери — ДНЗ» села Віжомля.

## Спорт
Місцева ФК «Енергія» (колишня назва ФК «Стріла») виступала на районних змаганнях.

## Галерея

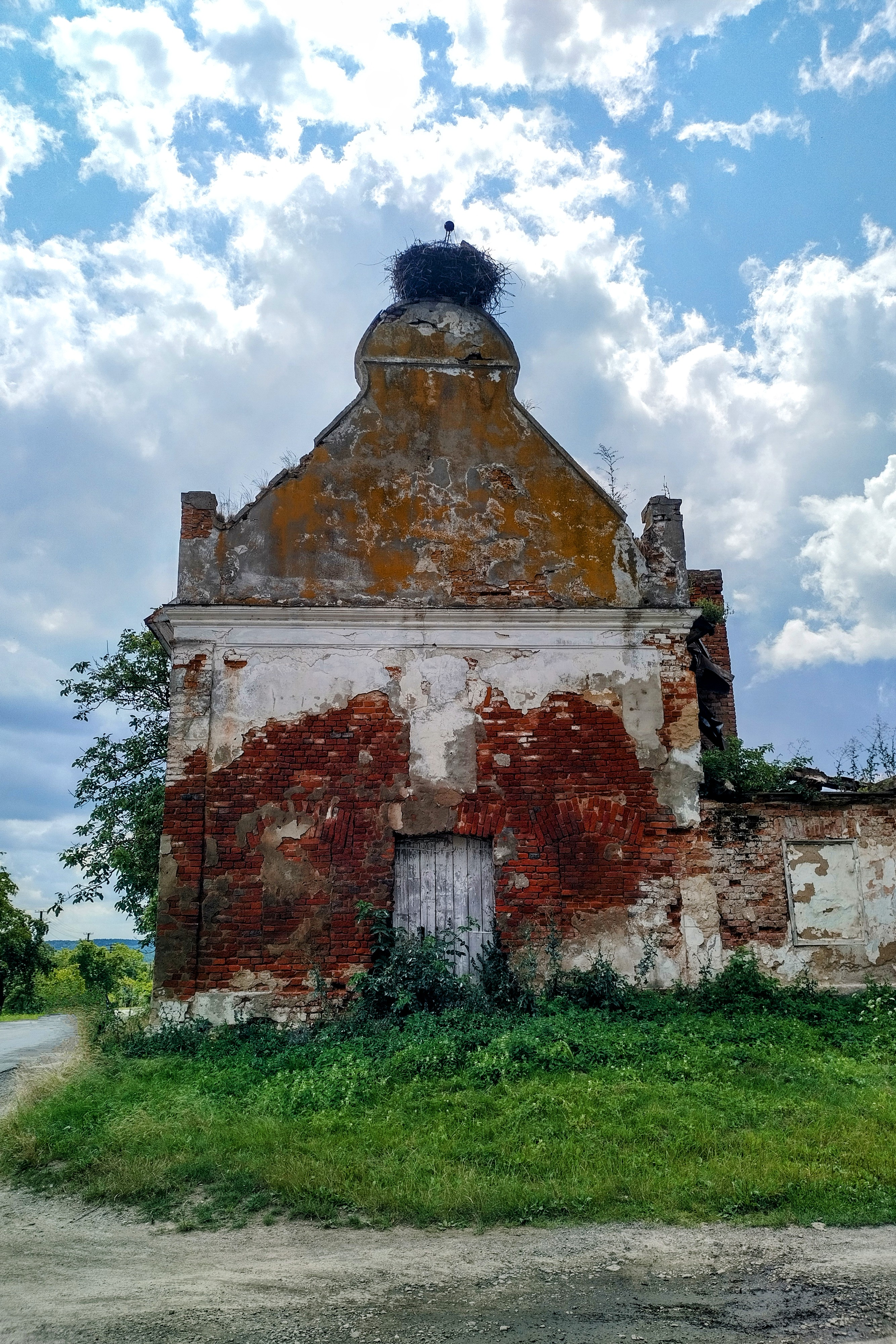
Руїни костелу
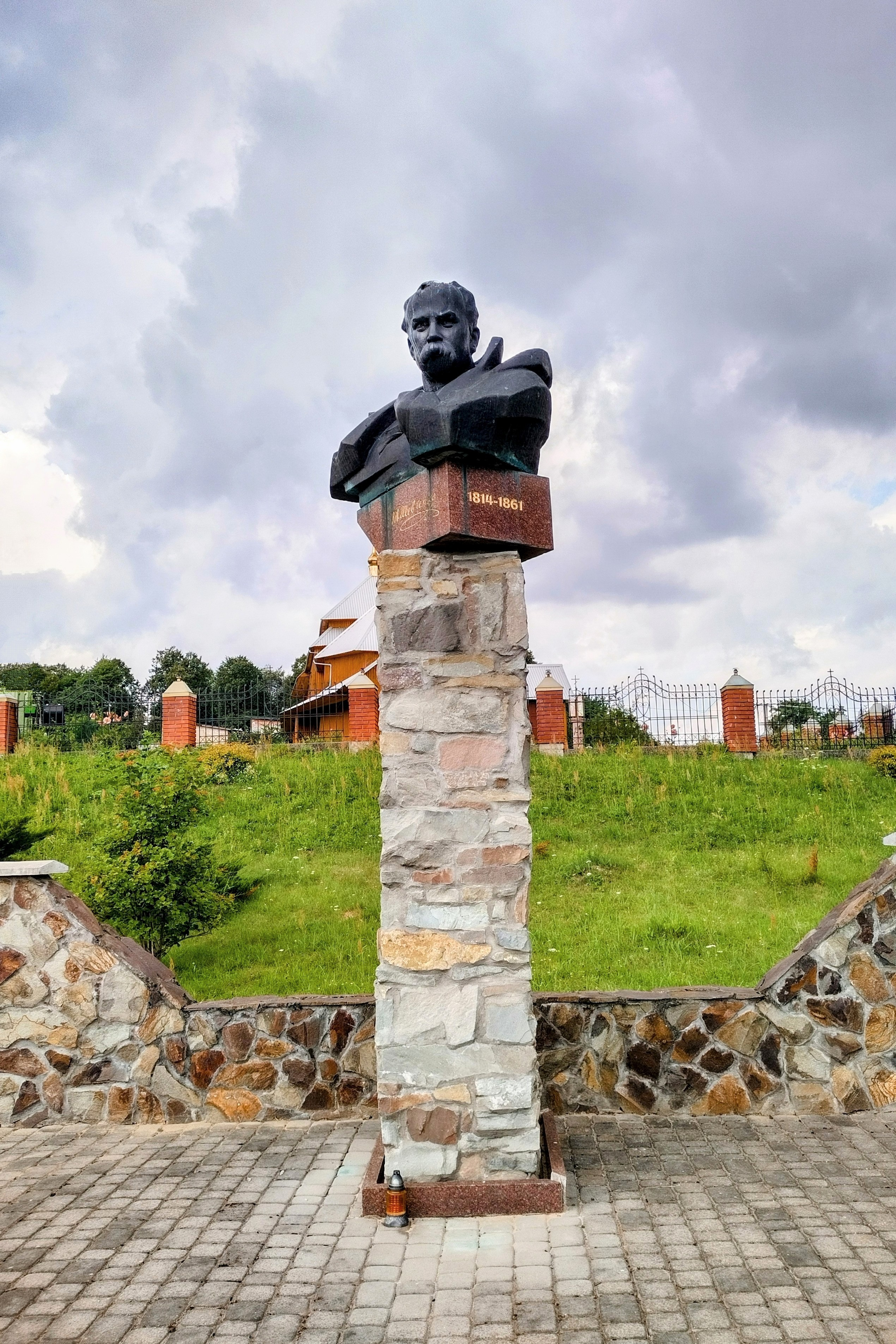
Погруддя Тарасу Шевченку
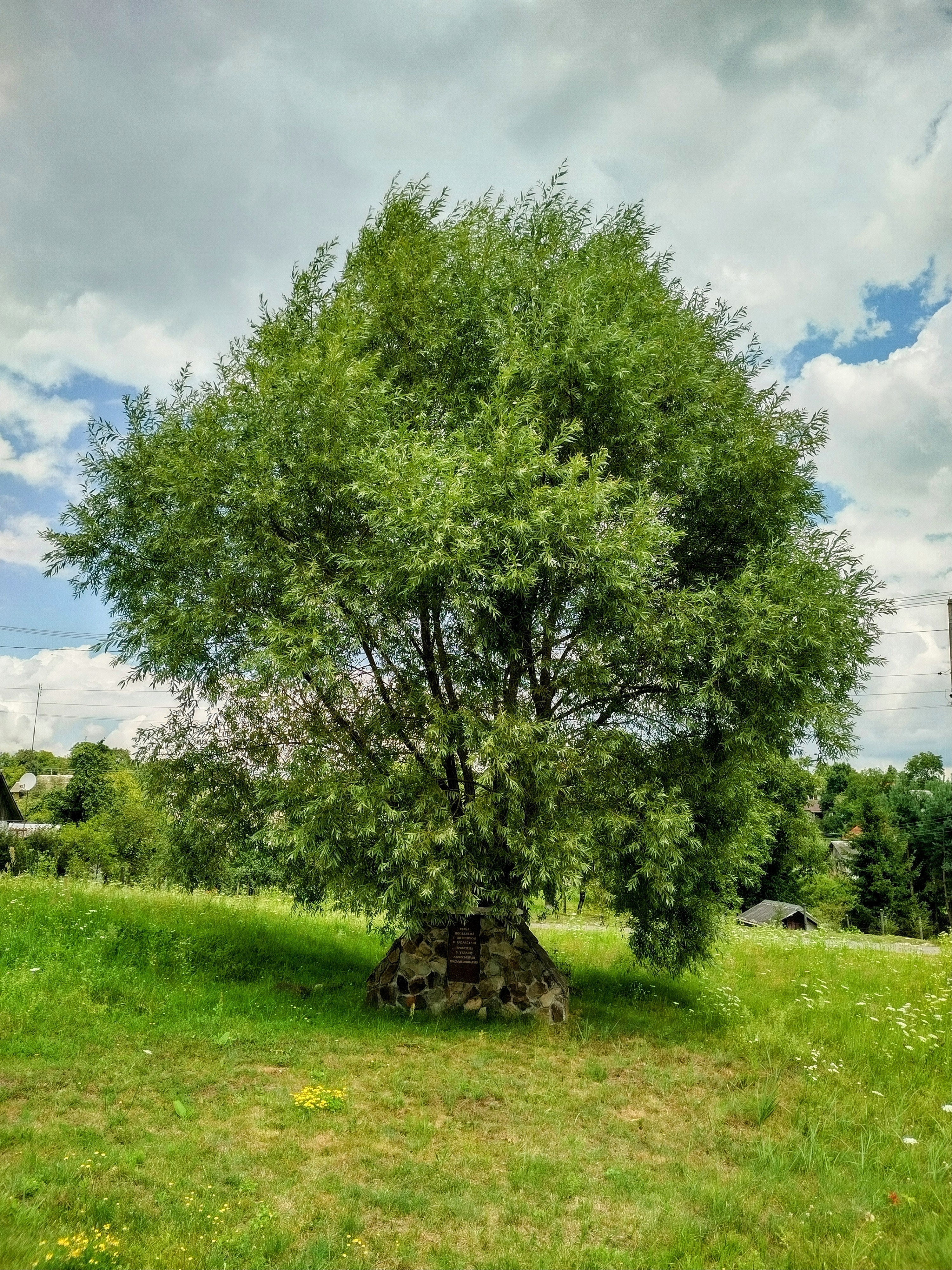
Верба посаджена Т. Шевченком в Казахстані та привезена в Україну львівськими письменниками
Віжомлянський ліцей ім. Івана Севери
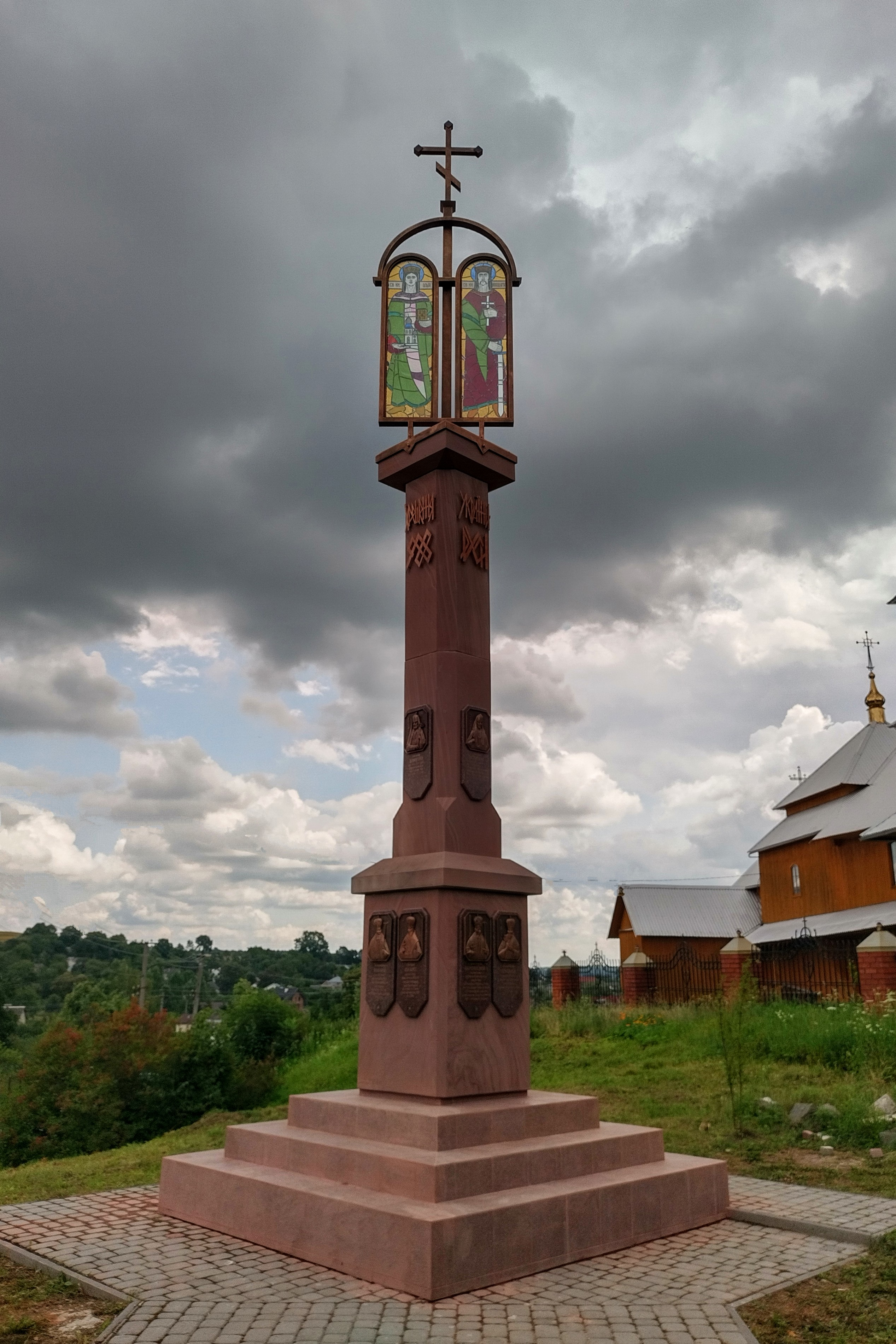
Пам'ятний знак "1000-ліття Хрещення Київської Русі-України"
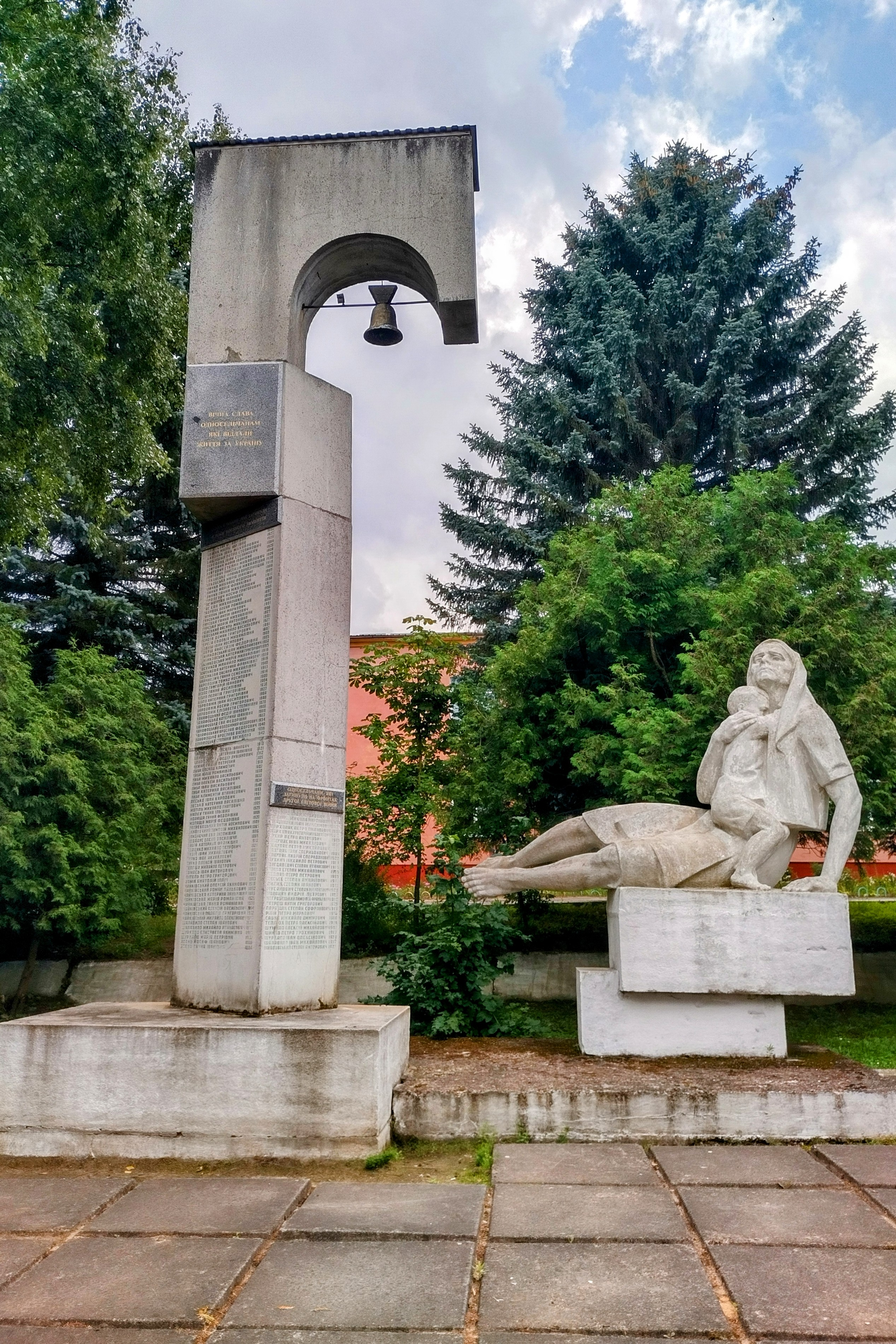
Військовий меморіал (демонтовано)